# ایلانز
شهر  ایلانز  در بخش سورسلوا  در ایالت گروبوندان در کشور سوئیس  واقع شده‌است که  ۲٬۳۰۰  نفر  جمعیت دارد.